# Gregg Bissonette
Gregg Bissonette (ur. 9 czerwca 1959 w Detroit, Michigan) – amerykański perkusista, muzyk sesyjny, publicysta. Absolwent University of North Texas. Bissonette znany jest, prawdopodobnie z występów w zespole Davida Lee Rotha, którego był członkiem w latach 1985-1992. W latach późniejszych grał także m.in. w zespole amerykańskiego wirtuoza gitary Joe Satrianiego oraz formacji Electric Light Orchestra. Współpracował ponadto m.in. z takimi wykonawcami jak: Ringo Starr, John Patitucci, Vanessa Carlton, Richie Kotzen, Toto oraz Duran Duran. Gregg Bissonette prowadzi również solową działalność artystyczną.
Muzyk jest endroserem instrumentów firm Dixon Drums, Zildjian, Remo, Vic Firth oraz Drum Workshop.
Jego młodszy brat Matt Bissonette również jest muzykiem - basistą.

## Publikacje
- Gregg Bissonette: Private Lesson, 1994, Alfred Publishing, ISBN 978-0-7579-2774-4
- Gregg Bissonette: Playing, Reading and Soloing with a Band, 2002, Alfred Publishing, ISBN 978-0757998867
- Gregg Bissonette: Musical Drumming in Different Styles, 2005, Hal Leonard Publishing, ISBN 978-0-634-09673-0

## Filmografia
- Me and Graham: The Soundtrack of Our Lives (2005, film dokumentalny, reżyseria: Greg Zekowski)[7]